# Louis Moreau Gottschalk

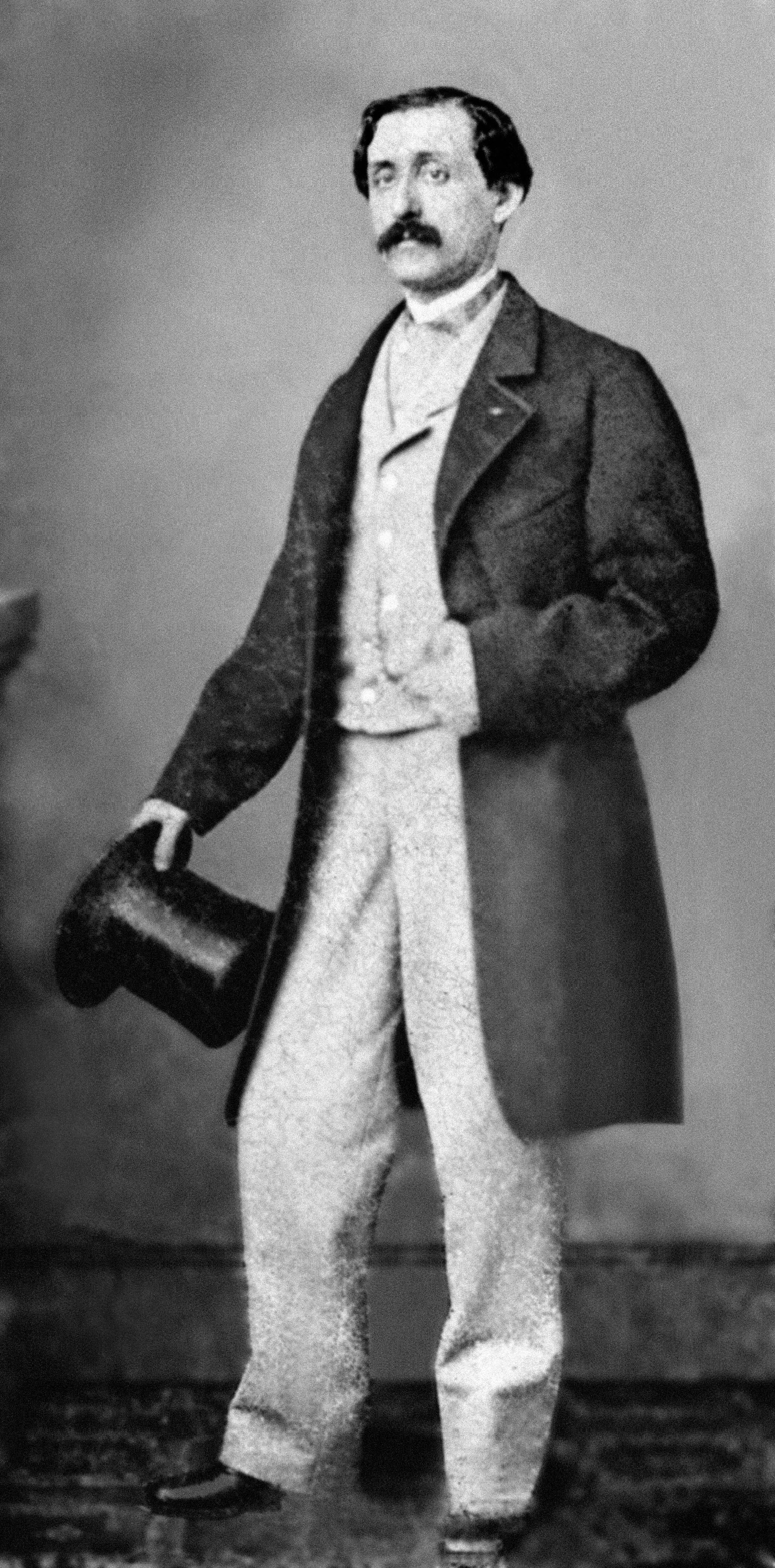
Louis Moreau Gottschalk

Louis Moreau Gottschalk, född 8 maj 1829 i New Orleans, död 18 december 1869 i Rio de Janeiro, var en amerikansk pianist och tonsättare. Han har studerat i Paris och efter studietiden rest med konsertturnéer i Frankrike, Schweiz och Spanien. Bland annat Chopin har uttryckt sig mycket positivt om Gottschalks pianobegåvning. 1853 återvände han till USA. Gottschalk har komponerat operor, kantater och programsymfonier, bland annat "La nuit des tropiques" (Symphonie romantique)/"A Night in the Tropics" och "Montevideo" (symphonie romantique pur grand orchestre)/"To Montevideo", samt ett stort antal salongstycken för piano i latinsk/spansk stil. Programsymfonin Montevideo, som inte har form av en klassisk symfoni, innehåller arrangemang av Uruguays nationalsång, Hail Columbia och Yankee Doodle.